# الغاریه
الغاریه یک منطقهٔ مسکونی در قطر است که در شهرداری الشمال واقع شده‌است.